# بانتليس هورن
بانتليس هورن (باليونانية: Παντελής Χορν)‏ هو كاتب مسرحي وضابط يوناني، ولد في 1881 في ترييستي في إيطاليا، وتوفي في 1 نوفمبر 1941 في أثينا في اليونان.